# 柏倉秀徳
柏倉 秀徳（かしわくら ひでのり、1980年8月6日 - ）は、宮城県出身のバスケットボール指導者、選手である。ポジションはポイントガード。選手として三菱電機、レラカムイ北海道、日立サンロッカーズ、パスラボ山形ワイヴァンズで2015-16シーズンまで競技生活を送り、2016年に引退。指導者の道に移った。

## 来歴
1980年、宮城県に生まれる。兄の影響でバスケットボールを始め、小学校2年生の時にクラブチームに加わった。仙台高校でインターハイ・ウィンターカップに出場し、筑波大学でもインカレなどで活躍、2001年に埼玉で開催されたヤングメン世界選手権では主将を務めアシスト王に輝く。
大学卒業後、三菱電機に入社。
2003年にはアジア選手権日本代表にも選ばれた。
2010年、レラカムイ北海道へ移籍。
2011年、日立サンロッカーズに移籍。
2013年、三菱電機ダイヤモンドドルフィンズ名古屋に移籍。3年ぶりの三菱電機への復帰となる。
2015-16シーズンはNBDLに所属するパスラボ山形ワイヴァンズと契約した。山形は祖先の出身地であり、姓の「柏倉」も山形市の地名が由来であった。山形はレギュラーシーズンを23勝13敗の4位で終え、優勝決定プレーオフに進出したが、セミファイナルではレギュラーシーズン1位の豊田通商ファイティングイーグルス名古屋に、3位決定戦で大塚商会アルファーズに敗れ、4位に終わった。
シーズン終了後の2016年6月に引退を発表し、筑波大学の特任助教の職に就くとともにバスケットボール指導者に転身した。
2021年、WリーグのENEOSサンフラワーズコーチ就任。

## 日本代表歴
- 2001ヤングメン世界選手権
- 2003アジア選手権

## 参考資料
1. 1 2  “柏倉 秀徳選手 新規入団のご報告” (2015年6月26日). 2016年6月22日閲覧。
2. ↑  “スポーツ情報 レバンガ北海道 柏倉秀徳選手”.   財界さっぽろ. 2016年6月22日閲覧。
3. 1 2  “元パスラボの柏倉が現役引退 優勝決定POに導いた元日本代表”. 山形新聞. (2016年6月22日) 2016年6月22日閲覧。
4. ↑  お知らせ ENEOSサンフラワーズ 2021年5月24日閲覧